# Baldur Pauß
Baldur Pauß (* 10. August 1935 in Königsdorf, Burgenland; † 4. April 2019 in Salzburg) war ein österreichischer Musiker und Komponist.

## Leben
Baldur Pauß genoss eine musikalische Ausbildung in den Fächern Violine, Klavier, Trompete sowie Komposition und Dirigieren, zuerst am Konservatorium in Graz und anschließend am Mozarteum in Salzburg (Konzertfach Violine bei Theodor Müller, Dirigieren bei Bernhard Paumgartner). Pauß war 1958/59 Mitglied in der Camerata Academica Salzburg und war von 1959 bis 1987 als erster Stimmführer beim Mozarteumorchester Salzburg tätig. 1988 gründete er das Johann-Strauss-Orchester Salzburg und war seit dieser Zeit ausschließlich als Komponist und Dirigent tätig.

## Diskografie
- 2004: Strauss-Jubiläumskonzert. Gedanken auf den Alpen
- 2016: Belle Époque